# NGOC
NGOC este al treilea album al formației Carla's Dreams. Este și primul album lansat în România printr-un concert organizat la Arenele Romane. La concert au când cântat ca invitați speciali Delia Matache, Loredana Groza și Antonia Iacobescu. Concertul a fost unul sold-out, fiindcă toate biletele disponibile la acest concert au fost vândute într-un timp atât de scurt. Piesele interpetate la acest concert au fost atât piesele de pe album, cât și primele piese lansate ale trupei.

## Tracklist
1. Te rog
2. Sub pielea mea|#eroina
3. Aripile
4. Dragostea din plic
5. Sună-mă (ft. Antonia)
6. Rachete
7. Zarplata
8. Mai stai
9. Rățușca
10. Atât de liberi
11. Ești altfel
12. Funeral Face
13. Născut în Moldova
14. Scrisoare fratelui mai mic
15. Hobson's Choice
16. Fallin'
17. Lumea Ta (ft. Loredana)
18. P.O.H.U.I (ft. Inna)
19. Cum ne noi (ft. Delia)